# Босна у средњем веку
Босна у средњем веку, односно средњовековна Босна, представља средњовековну етапу у историјском развоју Босне као географске и историјске области. Обухвата временско раздобље од досељавања Срба и осталих Јужних Словена у раном средњем веку, до османског освајања у 15. веку. Средњовековно доба у историји Босне дели се на три различита периода:
1. период раносредњовековне Босне, која је била саставни део тадашњих српских држава
2. период Бановине Босне, када се развијала као посебна област (од 12. века до 1377. године)
3. период Краљевине Босне, када је остварила пуну државност (од 1377. године до 1463. године)

Током банског и краљевског периода, Босна се развила у једну од најзначајнијих српских држава.

## Историја
Први помен Босне као области у историјским изворима налази се у познатом историографском делу византијског цара и писца Константина VII Порфирогенита (945-959) под насловом О управљању Царством. У 32. поглављу, под насловом „О Србима и земљи у којој сада станују“, помиње се и мала област, односно земљица Босна (грч. χωρίον Βόσονα) и то у саставу тадашње Кнежевине Србије. Исти извор бележи да се у области Босне налазе два града: Катера (грч. Κάτερα) и Десник (грч. Δεσνήκ).
После распада прве српске државе на Балканском полуострву око 960. године, Босна улази у састав Самуилове државе (976—1018). После њене пропасти улази у састав Византије, да би је Константин Бодин (1081—1101) припојио око 1081. године краљевини Зети, а на њено чело је поставио кнеза Стефана. У процесу распадања српске краљевине у Зети, банови Босне од 1137. године признају врховну власт краља Мађарске.
Током владавине византијског цара Манојла Комнина (1143—1180) и његове офанзивне политике на свим фронтовима улази 1167. године у састав Византије и тада ње у њој јавља први значајнији владар бан Кулин (1180—1204) чија сестра је била удата за захумског кнеза Мирослава, брата Стефана Немање ((1166)1168—1196). У то доба се у њој јавља и богумилски покрет који се временом претвара у тзв. цркву босанску која ће бити карактеристична за Босну до самог краја њеног постојања. Током целог  и у првој половини 14. века бановина Босна ће номинално признавати власт краљева Мађарске, иако у пракси та превласт није постојала или је постојала колико и боравак мађарских снага на тлу бановине.
Босански бан Матеј Нинослав (1232—1250) у својој повељи Дубровчанима становнике своје државе назива Србима. Током владавине Стефана II (1322—1353) и Твртка I (бан 1353—1377, краљ 1377—1391) Босна се проширује и оснажује, а цео процес бива оснажен Твртковим крунисањем за краља Срба и Босне 1377. године у манастиру Милешева на гробу највећег српског светитеља Светог Саве.
Међутим већ после Тврткове смрти, краљевина почиње да слаби. Изнутра је разарају моћне феудалне породице: Косаче (Хум), Павловићи (источна Босна) и Вукчићи (западна Босна), док је споља изложена сталним нападима краљевине Угарске која је напада под окриљем крсташког рата против богумила, а од 1395. године и због одредбе ђаковачког уговора по којој је Жигмунд Луксембуршки (1387—1437) требало да наследи краљевину Босну, после смрти Стефана Дабише (1391—1395). Већ од првих деценија 15. века у унутрашње борбе у Босни се укључују и Османлије, прво на позив домаћих великаша, а потом и као самостална освајачка сила. Током целе прве половине 15. века на простору краљевине Босне се воде стални ратови између краља, великаша, Мађара и Османлија, а сама држава се наизменично налази у вазалним односима час према краљевини Мађарској, час према Отоманској империји, а понекад и према обема државама истовремено.
Сукоби краља и великаша довели су до издвајања јужног дела краљевине 1448. године у засебну државу под вођством Стефана Вукчића Косаче као херцешство светога Саве односно Херцеговина. Последњи краљеви Босне Стефан Томаш (1443—1461) и Стефан Томашевић (деспот Србије 1459, краљ Босне 1461—1463) су покушали да прихватањем католицизма отклоне опасност од Мађара и добију подршку папске курије у борби против Османског царства, али у одсудно тренутку та помоћ није стигла и краљевина Босна је практично без борбе (шапaтом) 1463. године пала у руке Османлија, а њен последњи краљ и последњи деспот Србије Стефан Томашевић је погубљен у Јајцу и поред обећања да ће му бити поштеђен живот.

## Верски односи
Званична вера на простору Босне у средњем веку дефакто је била тзв. црква босанска, коју су и католичка (патарени) и православна (богумили) црква сматрале јеретичком, иако је по структури она била православна јерес која је настала у Бугарској после чега се проширила на Рашку (у којој ју је Стефан Немања својеврсним грађанским ратом искоренио) и одатле на Босну. На истоку су за њене припаднике коришћени термини бабуни (у Србији тог доба) или богумили, док их западни извори називају, патаренима, манихејцима, а повремено и бошњанима, док је у самој Босни коришћен је термин крстјани односно хришћани. Њу карактерише слаба црквена организација, што је за последицу имало непостојање монументалне сакралне архитектуре и декоративног сликарства као што је то био случај са Србијом у средњем веку. По свом веровању њене главне карактеристике су дуализам и манихејство, али је она много ближа православљу тадашње Србије, неголи римокатолицизму, пошто је њихове основне карактеристике биле исте. Сам црквени обред био је источног типа, а језик службе била је српска редакција црквенословенског језика. Међутим за разлику од православља у Србији на чијем је челу стајао архиепископ и касније патријарх, на челу цркве босанске налазио се дјед (или дид), док су свештеници називали стројницима и делили у две групе госте или ниже свештенство и старце односно више свештенство.
Поред цркве босанске на простору Босне у средњем веку деловала је и католичка црква (која је сматрала Босну католичком земљом у којој само тренутно влада јерес), највише преко фрањеваца који су крајем 13. века основали већи број својих самостана из којих су деловали широм Босне. Са ширењем Босне на рачун краљевине Србије током 14. века, у њеном склопу се нашао и већи број становника православне вероисповести који су били подложни архиепископу Србије. Са падом краљевине Босне под владавину Османлија 1463. године, дошло је до краја тзв. цркве босанске, а већи део њених верника који су остали хришћани се прикључио српском православљу, док је мањи број њих пришао католичкој цркви. Сматра се да је слаба организација тзв. цркве босанске директно одговорна за процентуално гледано велики (у поређењу са осталим просторима) прелазак локалног становништва у ислам, иако има оних који сматрају да је већ средином 15. века тзв. црква босанска практично престала да постоји, а већи део њених некадашњих верника је приступио некој од две званичне хришћанске доктрине.

## Култура
Основну и једнину црту култури у средњем веку давало је хришћанство односно црква, како је међутим црквена организација на тлу Босне у средњем веку била слаба и по својој структури народна црква, то се може рећи да су у поређењу са другим земљама културна достигнућа на простору Босне у средњем веку била врло сиромашна. На њеном тлу нема трагова монументалне сакралне архитектуре пошто се она косила са ставовима тзв. цркве босанске, али исто тако нема ни монументалне фортификационе архитектуре која се може наћи на тлу Србије у средњем веку (Београдска тврђава, Смедеревски град), што због тога што за тако нешто није било простора на самом терену, што због тога што владари Босне у средњем веку нису имали потребу (тј. било им је практичније) да поседују једну јаку престоницу, већ су се стално селили из једне утврде у другу, иако се Бобовац истакао као најпознатије седиште краљева.
Књижевност и уметност су исто тако биле врло сиромашне. Данас је опстало око 15 зборника рукописа, међу којима од оних са хришћанском тематиком истичу јеванђеља која су писана ћирилицом, по православном систему на српскословенском језику у коме преовлађује много више народних елемената у односу на адекватне списе настале у Србији током средњег века.
Међутим и поред слабе развијености културних достигнућа на простору Босне у средњем веку, на том простору се развио и посебан вид уметничког изражаја који је карактеристичан само за њега. То су надгробни камени саркофази или сандуци украшени уклесаним украсима, сликама или епитафима, који се називају стећци. Има их на целокупном простору који се некада налазио у склопу Босне током средњег века, а највећа и најпознатија некропола са стећцима је Радимља код Стоца и у њој се налази 133 стећка племићке породице Милорадовића, насталих у  и 16. веку. Најлепши стећак је стећак из Доње Згошће код Какња који украшен са све четири стране. Прочеље стећка је подељено у две зоне у којима су приказани племићки дворац са феудалцем и дворанима (у горњем делу) и два оседлана коња (у доњем делу). На његовом зачељу се налазе орнаменти рађени по биљкама, док се на бочним странама налазе приказ лова односно витешки турнир са петорицом витезова на коњима.

## Владари

### Владари Босне у оквиру других српских држава
- Стефан, кнез (крај XI века)

### Банови Босне
- Борић (1154—1163)
- Кулин (1180—1204)
- Стефан Кулинић (1204—1232)
- Матеј Нинослав (1232—1250)
- Пријезда I (1254—1287)
- Пријезда II (1287—1290)
- Стефан I (1290—1314)
- Стефан II (1322—1353)
- Стефан Твртко I (1354–1377)

### Краљеви Босне
- Стефан Твртко I (1377—1391)
- Стефан Дабиша (1391—1395)
- Јелена Груба (1395—1398)
- Стефан Остоја (прва влада 1398—1404, друга влада 1412—1418)
- Стефан Твртко II (прва влада 1404—1409, друга влада 1421—1443)
- Стефан Остојић (1418—1421)
- Стефан Томаш (1443—1461)
- Стефан Томашевић (1461—1463)